# Wisma 46
La Wisma 46 est un gratte-ciel de bureaux construit en 1996 à Jakarta en Indonésie.
Les architectes sont l'agence canadienne Zeidler Partnership fondée par Eberhard Zeidler (architecte) et l'agence singapourienne DP Architects